# Premiership Rugby (1997/1998)
English Premiership 1997/1998 – jedenasta edycja Premiership, najwyższego poziomu rozgrywek w rugby union w Anglii. Organizowane przez Rugby Football Union zawody odbyły się w dniach 23 sierpnia 1997 – 17 maja 1998 roku, a tytułu bronił zespół London Wasps.
Rozgrywki toczyły się systemem ligowym w okresie jesień-wiosna, a tytuł mistrzowski zdobył zespół Newcastle Falcons.

## Mecze
| 23 sierpnia 199714:15 | Bath                                 | 13:20 | Newcastle Falcons                                               | The Recreation Ground, Bath Widzów: 7000 Sędzia: Steve Lander |
| 23 sierpnia 199714:15 | Matt Perry 5 (P) Mike Catt 8 (pd 2K) | 13:20 | Inga Tuigamala 5 (P) Stuart Legg 5 (P) Tim Stimpson 10 (2pd 2K) | The Recreation Ground, Bath Widzów: 7000 Sędzia: Steve Lander |
| 23 sierpnia 199714:15 | Nathan Thomas                        | 13:20 |                                                                 | The Recreation Ground, Bath Widzów: 7000 Sędzia: Steve Lander |

| 23 sierpnia 199715:00 | Gloucester                                                                                | 35:13 | Bristol                                  | Kingsholm Stadium, Gloucester Widzów: 7564 Sędzia: John Pearson |
| 23 sierpnia 199715:00 | Mark Mapletoft 15 (3pd 3K) Philippe Saint-André 10 (2P) Rob Fidler 5 (P) Tony Windo 5 (P) | 35:13 | David Corkery 5 (P) Paul Burke 8 (pd 2K) | Kingsholm Stadium, Gloucester Widzów: 7564 Sędzia: John Pearson |

| 23 sierpnia 199715:00 | Northampton Saints                                                               | 23:26 | Harlequins                                                         | Franklin’s Gardens, Northampton Widzów: 6027 Sędzia: Chris White |
| 23 sierpnia 199715:00 | Gregor Townsend 6 (2K) Jon Phillips 5 (P) Matt Dawson 7 (P pd) Shem Tatupu 5 (P) | 23:26 | Daren O’Leary 5 (P) Thierry Lacroix 16 (2pd 4K) Will Carling 5 (P) | Franklin’s Gardens, Northampton Widzów: 6027 Sędzia: Chris White |

| 23 sierpnia 199715:00 | Richmond                                                                              | 32:12 | London Irish        | Athletic Ground, Richmond Widzów: 4779 Sędzia: Ed Morrison |
| 23 sierpnia 199715:00 | Adam Vander 10 (2P) Adrian Davies 7 (2pd K) Jason Wright 10 (2P) Scott Quinnell 5 (P) | 32:12 | Niall Woods 12 (4K) | Athletic Ground, Richmond Widzów: 4779 Sędzia: Ed Morrison |

| 24 sierpnia 199715:00 | Sale Sharks                                 | 10:19 | Saracens                                     | Heywood Road, Sale Widzów: 3000 |
| 24 sierpnia 199715:00 | David Erskine 5 (P) Shane Howarth 5 (pd dg) | 10:19 | Michael Lynagh 14 (pd 4K) Tony Diprose 5 (P) | Heywood Road, Sale Widzów: 3000 |

| 30 sierpnia 199714:15 | Harlequins                                                            | 20:27 | Bath                         | Twickenham Stoop, Londyn Widzów: 6154 Sędzia: Brian Campsall |
| 30 sierpnia 199714:15 | Jamie Williams 5 (P) Johnny Ngauamo 5 (P) Thierry Lacroix 10 (2pd 2K) | 20:27 | Richard Butland 22 (P pd 5K) | Twickenham Stoop, Londyn Widzów: 6154 Sędzia: Brian Campsall |

| 30 sierpnia 199715:00 | Bristol                                                | 21:38 | London Wasps                                                                                        | Memorial Stadium, Bristol Widzów: 4000 Sędzia: Steve Lander |
| 30 sierpnia 199715:00 | Dave Tiueti 5 (P) Josh Lewsey 5 (P) Paul Burke 6 (3pd) | 21:38 | Gareth Rees 20 (P 3pd 3K) Jon Ufton 3 (K) Kenny Logan 5 (P) Mark Weedon 5 (P) Nick Greenstock 5 (P) | Memorial Stadium, Bristol Widzów: 4000 Sędzia: Steve Lander |

| 30 sierpnia 199715:00 | Leicester Tigers                                                                   | 33:16 | Gloucester                     | Welford Road, Leicester Widzów: 11159 Sędzia: Ed Morrison |
| 30 sierpnia 199715:00 | Michael Horak 5 (P) Will Greenwood 5 (P) Neil Back 5 (P) Joel Stransky 18 (3pd 4K) | 33:16 | Mark Mapletoft 16 (P pd dg 2K) | Welford Road, Leicester Widzów: 11159 Sędzia: Ed Morrison |

| 30 sierpnia 199715:00 | London Irish                                                                      | 20:26 | Sale Sharks                                                   | The Avenue, Sunbury-on-Thames Widzów: 5000 |
| 30 sierpnia 199715:00 | Ciaran Bird 5 (P) Conor O’Shea 5 (P) David Humphreys 3 (dg) Niall Woods 7 (2pd K) | 20:26 | Chris Yates 5 (P) Kevin Ellis 5 (P) Shane Howarth 16 (2pd 4K) | The Avenue, Sunbury-on-Thames Widzów: 5000 |

| 8 października 199719:30 | Newcastle Falcons                                                                                    | 37:12 | Northampton Saints                            | Kingston Park, Newcastle upon Tyne Widzów: 3390 Sędzia: Tony Spreadbury |
| 8 października 199719:30 | Gary Armstrong 5 (P) Jim Naylor 10 (2P) Nick Popplewell 5 (P) Pat Lam 5 (P) Tim Stimpson 12 (3pd 2K) | 37:12 | Alistair Hepher 9 (3K) Gregor Townsend 3 (dg) | Kingston Park, Newcastle upon Tyne Widzów: 3390 Sędzia: Tony Spreadbury |

| 8 października 199720:00 | Saracens               | 15:9 | Richmond                              | Vicarage Road, Watford Widzów: 4134 Sędzia: Brian Campsall |
| 8 października 199720:00 | Michael Lynagh 15 (5K) | 15:9 | Adrian Davies 6 (2K) Matt Pini 3 (dg) | Vicarage Road, Watford Widzów: 4134 Sędzia: Brian Campsall |

| 18 października 199714:15 | Richmond                                                                                                  | 37:16 | Harlequins                               | Athletic Ground, Richmond Widzów: 4836 |
| 18 października 199714:15 | Allan Bateman 5 (P) Craig Quinnell 5 (P) Dominic Chapman 5 (P) Earl Vaʻa 17 (4pd 3K) Rolando Martin 5 (P) | 37:16 | Rob Liley 11 (pd 3K) Scott Stewart 5 (P) | Athletic Ground, Richmond Widzów: 4836 |

| 18 października 199715:00 | Bath | 44:15 | Bristol                                                  | The Recreation Ground, Bath Widzów: 8000 Sędzia: Chris White |
| 18 października 199715:00 | Adedayo Adebayo 5 (P) Andy Nicol 5 (P) Eric Peters 5 (P) Jon Callard 12 (P 2pd K) Jon Sleightholme 5 (P) Mike Catt 2 (pd) Phil de Glanville 5 (P) Russell Earnshaw 5 (P) | 44:15 | Kevin Maggs 5 (P) Paul Burke 5 (pd K) Steve Pearce 5 (P) | The Recreation Ground, Bath Widzów: 8000 Sędzia: Chris White |

| 18 października 199715:00 | Northampton Saints                                                            | 25:6 | Leicester Tigers | Franklin’s Gardens, Northampton Widzów: 8186 Sędzia: John Pearson |
| 18 października 199715:00 | Gregor Townsend 3 (K) Matt Dawson 12 (4K) Paul Grayson 5 (P) Tim Rodber 5 (P) | 25:6 |                  | Franklin’s Gardens, Northampton Widzów: 8186 Sędzia: John Pearson |

| 18 października 199715:00 | Sale Sharks                                                    | 26:33 | Newcastle Falcons                                                                            | Heywood Road, Sale Widzów: 4000 Sędzia: Joël Dumé |
| 18 października 199715:00 | Matt Moore 5 (P) Richard Smith 5 (P) Shane Howarth 16 (2pd 4K) | 26:33 | Dean Ryan 5 (P) Garath Archer 5 (P) Pat Lam 5 (P) Rob Andrew 13 (2pd 3K) Steve O’Neill 5 (P) | Heywood Road, Sale Widzów: 4000 Sędzia: Joël Dumé |

| 19 października 199715:00 | London Wasps        | 15:19 | Saracens                                       | Loftus Road, Shepherd’s Bush Widzów: 9700 |
| 19 października 199715:00 | Gareth Rees 15 (5K) | 15:19 | Michael Lynagh 14 (pd 4K) Ryan Constable 5 (P) | Loftus Road, Shepherd’s Bush Widzów: 9700 |

| 19 października 199715:15 | Gloucester                                                                             | 29:7 | London Irish         | Kingsholm Stadium, Gloucester Widzów: 6287 Sędzia: Ed Morrison |
| 19 października 199715:15 | Mark Mapletoft 9 (3pd K) Peter Glanville 5 (P) Richard Tombs 5 (P) Terry Fanolua 5 (P) | 29:7 | Niall Woods 7 (P pd) | Kingsholm Stadium, Gloucester Widzów: 6287 Sędzia: Ed Morrison |

| 25 października 199714:15 | Leicester Tigers                             | 33:22 | Bath | Welford Road, Leicester Widzów: 16000 Sędzia: Patrick Thomas |
| 25 października 199714:15 | Jon Callard 17 (pd 5K) Richard Webster 5 (P) | 33:22 |      | Welford Road, Leicester Widzów: 16000 Sędzia: Patrick Thomas |

| 25 października 199715:00 | Harlequins | 52:41 | Sale Sharks | Twickenham Stoop, Londyn Widzów: 6810 |
| 25 października 199715:00 | Adam Leach 5 (P) Daren O’Leary 13 (2P dg) Keith Wood 5 (P) Rob Liley 14 (7pd) Rory Jenkins 5 (P) Spencer Bromley 5 (P) Tulsen Tollett 5 (P) | 52:41 | Chris Yates 5 (P) Kevin Ellis 5 (P) Matt Moore 5 (P) Pat Sanderson 5 (P) Shane Howarth 16 (5pd 2K) Tom Beim 5 (P) | Twickenham Stoop, Londyn Widzów: 6810 |

| 26 października 199715:00 | Bristol                                     | 22:15 | Northampton Saints  | Memorial Stadium, Bristol Widzów: 4062 Sędzia: Brian Campsall |
| 26 października 199715:00 | Dave Tiueti 5 (P) Paul Burke 17 (pd 2dg 3K) | 22:15 | Matt Dawson 15 (5K) | Memorial Stadium, Bristol Widzów: 4062 Sędzia: Brian Campsall |

| 26 października 199715:00 | London Irish                                                                         | 22:17 | London Wasps                                                                    | The Avenue, Sunbury-on-Thames Widzów: 4000 |
| 26 października 199715:00 | Conor O’Shea 3 (dg) David Humphreys 3 (dg) Niall Woods 11 (pd 3K) Nick Burrows 5 (P) | 22:17 | Gareth Rees 5 (pd K) Kenny Logan 2 (pd) Lawrence Scrase 5 (P) Martyn Wood 5 (P) | The Avenue, Sunbury-on-Thames Widzów: 4000 |

| 26 października 199715:00 | Newcastle Falcons  | 18:12 | Richmond          | Kingston Park, Newcastle upon Tyne Widzów: 4202 Sędzia: Chris Rees |
| 26 października 199715:00 | Rob Andrew 18 (6K) | 18:12 | Earl Vaʻa 12 (4K) | Kingston Park, Newcastle upon Tyne Widzów: 4202 Sędzia: Chris Rees |

| 26 października 199715:00 | Saracens | 42:24 | Gloucester                                                                          | Vicarage Road, Watford Widzów: 5163 Sędzia: Steve Lander |
| 26 października 199715:00 | George Chuter 5 (P) Gregg Botterman 5 (P) Michael Lynagh 22 (P 4pd 3K) Paul Wallace 5 (P) Philippe Sella 5 (P) | 42:24 | Mark Mapletoft 7 (P pd) Nick Osman 2 (pd) Richard Tombs 10 (2P) Terry Fanolua 5 (P) | Vicarage Road, Watford Widzów: 5163 Sędzia: Steve Lander |

| 1 listopada 199715:00 | Bath | 47:31 | Richmond | The Recreation Ground, Bath Widzów: 8000 Sędzia: John Pearson |
| 1 listopada 199715:00 | Andy Nicol 5 (P) Iain Balshaw 2 (pd) Ieuan Evans 10 (2P) Jon Callard 10 (2pd 2K) Kennedy Tsimba 5 (P) Nathan Thomas 5 (P) Nigel Redman 5 (P) Phil de Glanville 5 (P) | 47:31 | Allan Bateman 5 (P) Jim Fallon 5 (P) John Davies 5 (P) Scott Quinnell 5 (P) Simon Mason 6 (3pd) Steve Cottrell 5 (P) | The Recreation Ground, Bath Widzów: 8000 Sędzia: John Pearson |

| 1 listopada 199715:00 | London Irish                                  | 19:35 | Newcastle Falcons                                                               | The Avenue, Sunbury-on-Thames Widzów: 5000 Sędzia: Doug Chapman |
| 1 listopada 199715:00 | Michael Corcoran 14 (pd 4K) Niall Hogan 5 (P) | 19:35 | Nick Popplewell 10 (2P) Pat Lam 5 (P) Rob Andrew 15 (3pd 3K) Ross Nesdale 5 (P) | The Avenue, Sunbury-on-Thames Widzów: 5000 Sędzia: Doug Chapman |
| 1 listopada 199715:00 | Dean Ryan                                     | 19:35 |                                                                                 | The Avenue, Sunbury-on-Thames Widzów: 5000 Sędzia: Doug Chapman |

| 2 listopada 199715:00 | Gloucester                                    | 16:17 | Harlequins                                                            | Kingsholm Stadium, Gloucester Widzów: 7937 Sędzia: Nick Cousins |
| 2 listopada 199715:00 | Mark Mapletoft 11 (pd 3K) Terry Fanolua 5 (P) | 16:17 | Gareth Llewellyn 5 (P) Jamie Williams 5 (P) Thierry Lacroix 7 (2pd K) | Kingsholm Stadium, Gloucester Widzów: 7937 Sędzia: Nick Cousins |

| 2 listopada 199715:00 | London Wasps                             | 22:38 | Sale Sharks                                                                            | Loftus Road, Shepherd’s Bush Widzów: 4105 Sędzia: Chris White |
| 2 listopada 199715:00 | Gareth Rees 17 (pd 5K) Martyn Wood 5 (P) | 22:38 | David Rees 10 (2P) Pat Sanderson 5 (P) Shane Howarth 15 (3pd 3K) Simon Mannix 8 (P dg) | Loftus Road, Shepherd’s Bush Widzów: 4105 Sędzia: Chris White |

| 2 listopada 199715:00 | Saracens                                                                                 | 31:9 | Bristol           | Vicarage Road, Watford Widzów: 4258 Sędzia: Ashley Rowden |
| 2 listopada 199715:00 | David Thompson 5 (P) Francois Pienaar 5 (P) Matt Singer 5 (P) Michael Lynagh 16 (2P 3pd) | 31:9 | Paul Burke 9 (3K) | Vicarage Road, Watford Widzów: 4258 Sędzia: Ashley Rowden |

| 8 listopada 199715:00 | Northampton Saints                     | 13:19 | Saracens                                      | Franklin’s Gardens, Northampton Widzów: 7088 Sędzia: Ed Morrison |
| 8 listopada 199715:00 | Craig Moir 5 (P) Matt Dawson 8 (pd 2K) | 13:19 | Michael Lynagh 14 (P 3K) Ryan Constable 5 (P) | Franklin’s Gardens, Northampton Widzów: 7088 Sędzia: Ed Morrison |

| 9 listopada 199715:00 | Sale Sharks | 76:0 | Bristol | Heywood Road, Sale Widzów: 2500 Sędzia: John Pearson |
| 9 listopada 199715:00 | David Rees 15 (3P) Jim Mallinder 5 (P) Kevin Ellis 5 (P) Pat Sanderson 5 (P) Phil Winstanley 10 (2P) Shane Howarth 16 (8pd) Tom Beim 20 (4P) | 76:0 |         | Heywood Road, Sale Widzów: 2500 Sędzia: John Pearson |

| 13 grudnia 199714:15 | Leicester Tigers | 55:15 | Sale Sharks                                    | Welford Road, Leicester Widzów: 10695 Sędzia: Tony Spreadbury |
| 13 grudnia 199714:15 | Martin Johnson 5 (P) Paul Gustard 5 (P) Lewis Moody 5 (P) karne przyłożenie 5 (P) Dorian West 5 (P) Michael Horak 10 (2P) Joel Stransky 20 (4pd 4K) | 55:15 | Shane Howarth 10 (P pd K) Simon Raiwalui 5 (P) | Welford Road, Leicester Widzów: 10695 Sędzia: Tony Spreadbury |

| 13 grudnia 199715:00 | Bristol            | 12:13 | Richmond                             | Memorial Stadium, Bristol Widzów: 2415 Sędzia: Graham Hughes |
| 13 grudnia 199715:00 | Paul Burke 12 (4K) | 12:13 | Jason Wright 10 (2P) Matt Pini 3 (K) | Memorial Stadium, Bristol Widzów: 2415 Sędzia: Graham Hughes |

| 13 grudnia 199715:00 | London Irish                           | 10:51 | Northampton Saints | The Avenue, Sunbury-on-Thames Widzów: 4300 Sędzia: Ashley Rowden |
| 13 grudnia 199715:00 | Mark McCall 5 (P) Niall Woods 5 (pd K) | 10:51 | Budge Pountney 5 (P) Garry Pagel 5 (P) Gregor Townsend 5 (P) Matt Allen 5 (P) Matt Dawson 5 (P) Paul Grayson 26 (P 6pd 3K) | The Avenue, Sunbury-on-Thames Widzów: 4300 Sędzia: Ashley Rowden |

| 13 grudnia 199715:00 | Harlequins | 53:17 | London Wasps                         | Twickenham Stoop, Londyn Widzów: 7812 Sędzia: Jim Fleming |
| 13 grudnia 199715:00 | Daren O’Leary 10 (2P) Jamie Williams 5 (P) Paul Challinor 2 (pd) Thierry Lacroix 26 (P 3pd 2dg 3K) Tulsen Tollett 5 (P) | 53:17 | Gareth Rees 7 (2pd K) Jon Ions 5 (P) | Twickenham Stoop, Londyn Widzów: 7812 Sędzia: Jim Fleming |

| 14 grudnia 199715:00 | Newcastle Falcons | 37:27 | Gloucester                                                      | Kingston Park, Newcastle upon Tyne Widzów: 3000 Sędzia: Steve Lander |
| 14 grudnia 199715:00 | Dean Ryan 5 (P) Gary Armstrong 10 (2P) Paul van Zandvliet 5 (P) Richard Metcalfe 5 (P) Rob Andrew 2 (pd) Stuart Legg 5 (P) Tony Underwood 5 (P) | 37:27 | Chris Catling 5 (P) Mark Mapletoft 12 (3pd 2K) Rob Jewell 5 (P) | Kingston Park, Newcastle upon Tyne Widzów: 3000 Sędzia: Steve Lander |

| 14 grudnia 199715:00 | Saracens | 50:23 | Bath                                                           | Vicarage Road, Watford Widzów: 10658 Sędzia: Brian Campsall |
| 14 grudnia 199715:00 | Brendon Daniel 5 (P) Gavin Johnson 10 (2P) Michael Lynagh 20 (4pd 4K) Richard Wallace 10 (2P) Steve Ravenscroft 5 (P) | 50:23 | Jon Callard 13 (2pd 3K) Mark Regan 5 (P) Richard Butland 5 (P) | Vicarage Road, Watford Widzów: 10658 Sędzia: Brian Campsall |

| 16 grudnia 199720:00 | Richmond | 32:15 | Leicester Tigers                                                | Athletic Ground, Richmond Widzów: 2076 Sędzia: Steve Lander |
| 16 grudnia 199720:00 | Ben Clarke 5 (P) Craig Gillies 5 (P) Dominic Chapman 5 (P) Matt Pini 7 (2pd K) Scott Quinnell 5 (P) Steve Cottrell 5 (P) | 32:15 | Stuart Potter 5 (P) Will Greenwood 5 (P) Michael Horak 5 (pd K) | Athletic Ground, Richmond Widzów: 2076 Sędzia: Steve Lander |

| 20 grudnia 199715:00 | Leicester Tigers      | 27:3 | Harlequins | Welford Road, Leicester Widzów: 11606 Sędzia: John Pearson |
| 20 grudnia 199715:00 | Thierry Lacroix 3 (K) | 27:3 |            | Welford Road, Leicester Widzów: 11606 Sędzia: John Pearson |

| 21 grudnia 199714:30 | Richmond                                                                       | 21:24 | Northampton Saints      | Athletic Ground, Richmond Widzów: 2204 Sędzia: Stuart Piercy |
| 21 grudnia 199714:30 | Dominic Chapman 5 (P) Jason Wright 5 (P) Matt Pini 6 (2K) Scott Quinnell 5 (P) | 21:24 | Paul Grayson 24 (dg 7K) | Athletic Ground, Richmond Widzów: 2204 Sędzia: Stuart Piercy |

| 26 grudnia 199715:00 | Saracens                                                                | 21:22 | Leicester Tigers                                    | Vicarage Road, Watford Widzów: 14291 Sędzia: Ed Morrison |
| 26 grudnia 199715:00 | Michael Lynagh 11 (pd dg 2K) Richard Wallace 5 (P) Ryan Constable 5 (P) | 21:22 | Fritz van Heerden 5 (P) Joel Stransky 17 (pd dg 4K) | Vicarage Road, Watford Widzów: 14291 Sędzia: Ed Morrison |

| 27 grudnia 199714:00 | Bristol                            | 8:50 | Newcastle Falcons | Memorial Stadium, Bristol Widzów: 5000 Sędzia: Chris White |
| 27 grudnia 199714:00 | Dave Tiueti 5 (P) Paul Burke 3 (K) | 8:50 | Alan Tait 5 (P) Gary Armstrong 15 (3P) Graham Childs 5 (P) Inga Tuigamala 5 (P) Jim Naylor 5 (P) Pat Lam 5 (P) Rob Andrew 10 (2pd 2K) | Memorial Stadium, Bristol Widzów: 5000 Sędzia: Chris White |

| 27 grudnia 199715:00 | Gloucester                                                                             | 26:20 | Richmond                                                                       | Kingsholm Stadium, Gloucester Widzów: 8328 Sędzia: Tony Spreadbury |
| 27 grudnia 199715:00 | Audley Lumsden 5 (P) Brian Johnson 5 (P) Mark Mapletoft 11 (pd 3K) Terry Fanolua 5 (P) | 26:20 | Allan Bateman 5 (P) Barry Williams 5 (P) Jim Fallon 5 (P) Simon Mason 5 (pd K) | Kingsholm Stadium, Gloucester Widzów: 8328 Sędzia: Tony Spreadbury |

| 27 grudnia 199715:00 | Harlequins                                                         | 26:24 | London Irish                                                   | Twickenham Stoop, Londyn Widzów: 7348 |
| 27 grudnia 199715:00 | Bill Davison 5 (P) Ricky Nebbett 5 (P) Thierry Lacroix 16 (2pd 4K) | 26:24 | Conor O’Shea 10 (2P) Justin Bishop 5 (P) Niall Woods 9 (3pd K) | Twickenham Stoop, Londyn Widzów: 7348 |

| 27 grudnia 199715:00 | Northampton Saints   | 18:10 | London Wasps                           | Franklin’s Gardens, Northampton Widzów: 8772 Sędzia: Brian Campsall |
| 27 grudnia 199715:00 | Paul Grayson 18 (6K) | 18:10 | Gareth Rees 5 (pd K) Mike Friday 5 (P) | Franklin’s Gardens, Northampton Widzów: 8772 Sędzia: Brian Campsall |

| 27 grudnia 199715:00 | Sale Sharks                         | 11:13 | Bath                                      | Heywood Road, Sale Widzów: 4500 Sędzia: John Pearson |
| 27 grudnia 199715:00 | Shane Howarth 6 (2K) Tom Beim 5 (P) | 11:13 | Mike Catt 8 (pd 2K) Richard Butland 5 (P) | Heywood Road, Sale Widzów: 4500 Sędzia: John Pearson |

| 30 grudnia 199715:00 | Bath                                                            | 26:3 | Northampton Saints | The Recreation Ground, Bath Widzów: 8000 Sędzia: Graham Hughes |
| 30 grudnia 199715:00 | Andy Nicol 5 (P) Jon Callard 16 (2pd 4K) Russell Earnshaw 5 (P) | 26:3 | Paul Grayson 3 (K) | The Recreation Ground, Bath Widzów: 8000 Sędzia: Graham Hughes |

| 30 grudnia 199719:30 | London Irish                            | 10:25 | Saracens                                                               | The Avenue, Sunbury-on-Thames Widzów: 3800 Sędzia: Nick Cousins |
| 30 grudnia 199719:30 | Conor O’Shea 5 (P) Niall Woods 5 (pd K) | 10:25 | Brendon Daniel 5 (P) Michael Lynagh 15 (P 2pd 2K) Ryan Constable 5 (P) | The Avenue, Sunbury-on-Thames Widzów: 3800 Sędzia: Nick Cousins |

| 30 grudnia 199719:30 | London Wasps                              | 22:18 | Richmond                                    | Loftus Road, Shepherd’s Bush Widzów: 4912 Sędzia: Ed Morrison |
| 30 grudnia 199719:30 | Gareth Rees 17 (pd 5K) Paul Sampson 5 (P) | 22:18 | Dominic Chapman 10 (2P) Matt Pini 8 (pd 2K) | Loftus Road, Shepherd’s Bush Widzów: 4912 Sędzia: Ed Morrison |

| 30 grudnia 199719:30 | Sale Sharks                                                    | 24:24 | Gloucester                                   | Heywood Road, Sale Widzów: 3500 Sędzia: Stuart Piercy |
| 30 grudnia 199719:30 | Jos Baxendell 5 (P) Kevin Ellis 5 (P) Shane Howarth 14 (pd 4K) | 24:24 | Mark Mapletoft 14 (pd 4K) Phil Vickery 5 (P) | Heywood Road, Sale Widzów: 3500 Sędzia: Stuart Piercy |

| 30 grudnia 199719:45 | Leicester Tigers                                               | 19:25 | Newcastle Falcons | Welford Road, Leicester Widzów: 16000 Sędzia: Brian Campsall |
| 30 grudnia 199719:45 | Nick Popplewell 5 (P) Pat Lam 10 (2P) Rob Andrew 10 (2pd dg K) | 19:25 |                   | Welford Road, Leicester Widzów: 16000 Sędzia: Brian Campsall |

| 31 grudnia 199715:00 | Harlequins | 38:40 | Bristol                                                                          | Twickenham Stoop, Londyn Widzów: 5124 Sędzia: Ashley Rowden |
| 31 grudnia 199715:00 | Dan Luger 5 (P) Jason Keyter 10 (2P) Johnny Ngauamo 5 (P) Paul Challinor 5 (P) Rob Liley 11 (P 3pd) Thierry Lacroix 2 (pd) | 38:40 | Dave Tiueti 5 (P) Jim Brownrigg 5 (P) Josh Lewsey 5 (P) Paul Burke 25 (P 4pd 4K) | Twickenham Stoop, Londyn Widzów: 5124 Sędzia: Ashley Rowden |

| 10 stycznia 199815:00 | Northampton Saints                                                | 33:14 | Sale Sharks                           | Franklin’s Gardens, Northampton Widzów: 5929 Sędzia: Steve Lander |
| 10 stycznia 199815:00 | Gregor Townsend 5 (P) Matt Allen 10 (2P) Paul Grayson 18 (3pd 4K) | 33:14 | Simon Mannix 4 (2pd) Tom Beim 10 (2P) | Franklin’s Gardens, Northampton Widzów: 5929 Sędzia: Steve Lander |

| 11 stycznia 199815:00 | London Wasps                              | 26:20 | Gloucester                                                                         | Loftus Road, Shepherd’s Bush Widzów: 4245 Sędzia: David McHugh |
| 11 stycznia 199815:00 | Gareth Rees 16 (2pd 4K) Mike Friday 5 (P) | 26:20 | Chris Fortey 5 (P) Mark Mapletoft 5 (pd K) Nathan Carter 5 (P) Terry Fanolua 5 (P) | Loftus Road, Shepherd’s Bush Widzów: 4245 Sędzia: David McHugh |

| 11 stycznia 199815:00 | Newcastle Falcons | 46:13 | London Irish                                                    | Kingston Park, Newcastle upon Tyne Widzów: 3500 Sędzia: Graham Hughes |
| 11 stycznia 199815:00 | Garath Archer 10 (2P) Gary Armstrong 5 (P) Inga Tuigamala 5 (P) Jim Naylor 15 (3P) Rob Andrew 4 (2pd) Ross Nesdale 5 (P) Stuart Legg 2 (pd) | 46:13 | David Humphreys 3 (dg) Justin Bishop 5 (P) Niall Woods 5 (pd K) | Kingston Park, Newcastle upon Tyne Widzów: 3500 Sędzia: Graham Hughes |

| 11 stycznia 199815:00 | Saracens                  | 25:16 | Harlequins                                 | Vicarage Road, Watford Widzów: 10753 Sędzia: Brian Campsall |
| 11 stycznia 199815:00 | Michael Lynagh 20 (pd 6K) | 25:16 | Dan Luger 5 (P) Thierry Lacroix 11 (pd 3K) | Vicarage Road, Watford Widzów: 10753 Sędzia: Brian Campsall |

| 17 stycznia 199814:00 | Leicester Tigers                                                                                                 | 45:21 | London Wasps                               | Welford Road, Leicester Widzów: 15000 Sędzia: Steve Lander |
| 17 stycznia 199814:00 | Joel Stransky 25 (P 4pd 4K) Michael Horak 5 (P) Austin Healey 5 (P) karne przyłożenie 5 (P) Waisale Serevi 5 (P) | 45:21 | Gareth Rees 11 (pd 3K) Kenny Logan 10 (2P) | Welford Road, Leicester Widzów: 15000 Sędzia: Steve Lander |

| 17 stycznia 199815:00 | London Irish          | 14:45 | Richmond | The Avenue, Sunbury-on-Thames Widzów: 3500 Sędzia: Chris White |
| 17 stycznia 199815:00 | Niall Woods 14 (P 3K) | 14:45 | Adrian Davies 15 (3pd 3K) Allan Bateman 5 (P) Andrew Moore 5 (P) Dominic Chapman 10 (2P) Earl Vaʻa 5 (P) Scott Quinnell 5 (P) | The Avenue, Sunbury-on-Thames Widzów: 3500 Sędzia: Chris White |

| 18 stycznia 199815:00 | Bristol              | 13:14 | Gloucester                             | Memorial Stadium, Bristol Widzów: 5601 Sędzia: Brian Campsall |
| 18 stycznia 199815:00 | Paul Burke 8 (pd 2K) | 13:14 | Mark Mapletoft 9 (3K) Rob Fidler 5 (P) | Memorial Stadium, Bristol Widzów: 5601 Sędzia: Brian Campsall |

| 18 stycznia 199815:00 | Harlequins           | 5:30 | Northampton Saints                                                                       | Twickenham Stoop, Londyn Widzów: 4612 Sędzia: Ed Morrison |
| 18 stycznia 199815:00 | Tulsen Tollett 5 (P) | 5:30 | Gregor Townsend 5 (P) Jon Sleightholme 5 (P) Matt Allen 10 (2P) Paul Grayson 10 (2pd 2K) | Twickenham Stoop, Londyn Widzów: 4612 Sędzia: Ed Morrison |

| 31 stycznia 199814:30 | Richmond                                | 10:15 | Saracens                                     | Athletic Ground, Richmond Widzów: 3888 Sędzia: Steve Lander |
| 31 stycznia 199814:30 | Adrian Davies 5 (pd K) Jim Fallon 5 (P) | 10:15 | Michael Lynagh 5 (pd K) Tony Diprose 10 (2P) | Athletic Ground, Richmond Widzów: 3888 Sędzia: Steve Lander |

| 31 stycznia 199815:00 | Northampton Saints                       | 17:21 | Newcastle Falcons                                           | Franklin’s Gardens, Northampton Widzów: 8989 Sędzia: John Pearson |
| 31 stycznia 199815:00 | Chris Johnson 5 (P) Paul Grayson 12 (4K) | 17:21 | Inga Tuigamala 5 (P) Jim Naylor 5 (P) Rob Andrew 11 (pd 3K) | Franklin’s Gardens, Northampton Widzów: 8989 Sędzia: John Pearson |

| 1 lutego 199815:00 | Gloucester                                      | 32:25 | Leicester Tigers                                                                     | Kingsholm Stadium, Gloucester Widzów: 7963 Sędzia: Graham Hughes |
| 1 lutego 199815:00 | Mark Mapletoft 27 (P 2pd 6K) Scott Benton 5 (P) | 32:25 | Michael Horak 10 (2P) Craig Joiner 5 (P) Waisale Serevi 4 (2pd) Joel Stransky 6 (2K) | Kingsholm Stadium, Gloucester Widzów: 7963 Sędzia: Graham Hughes |

| 1 lutego 199815:00 | London Wasps                                     | 32:18 | Bristol                                                  | Loftus Road, Shepherd’s Bush Widzów: 4112 Sędzia: Chris White |
| 1 lutego 199815:00 | Gareth Rees 22 (2pd dg 5K) Peter Scrivener 5 (P) | 32:18 | Dave Tiueti 5 (P) Josh Lewsey 5 (P) Paul Burke 8 (pd 2K) | Loftus Road, Shepherd’s Bush Widzów: 4112 Sędzia: Chris White |

| 1 lutego 199815:00 | Sale Sharks                                                                                          | 41:16 | London Irish                                    | Heywood Road, Sale Widzów: 3500 |
| 1 lutego 199815:00 | Chris Yates 5 (P) Duncan Bell 5 (P) Kevin Ellis 5 (P) Pat Sanderson 10 (2P) Simon Mannix 16 (2pd 4K) | 41:16 | Justin Fitzpatrick 5 (P) Niall Woods 11 (pd 3K) | Heywood Road, Sale Widzów: 3500 |

| 11 lutego 199819:15 | Bath | 47:3 | Gloucester           | The Recreation Ground, Bath Widzów: 5500 Sędzia: Ed Morrison |
| 11 lutego 199819:15 | Adedayo Adebayo 5 (P) Eric Peters 15 (3P) Jon Callard 17 (4pd 3K) Phil de Glanville 5 (P) Russell Earnshaw 5 (P) | 47:3 | Mark Mapletoft 3 (K) | The Recreation Ground, Bath Widzów: 5500 Sędzia: Ed Morrison |

| 14 lutego 199814:00 | Gloucester                                                          | 20:15 | Northampton Saints                                                | Kingsholm Stadium, Gloucester Widzów: 5689 Sędzia: Colin Hawke |
| 14 lutego 199814:00 | Audley Lumsden 5 (P) Mark Mapletoft 10 (2pd 2K) Terry Fanolua 5 (P) | 20:15 | Grant Seely 5 (P) Harvey Thorneycroft 5 (P) Paul Grayson 5 (pd K) | Kingsholm Stadium, Gloucester Widzów: 5689 Sędzia: Colin Hawke |

| 14 lutego 199815:00 | Bath                                                                                                  | 43:27 | London Wasps                                                                        | The Recreation Ground, Bath Widzów: 8000 Sędzia: Brian Campsall |
| 14 lutego 199815:00 | Dan Lyle 5 (P) Ieuan Evans 5 (P) Jeremy Guscott 5 (P) Jon Callard 18 (3pd 4K) Phil de Glanville 5 (P) | 43:27 | Chris Sheasby 5 (P) Gareth Rees 12 (3pd 2K) Kenny Logan 5 (P) Peter Scrivener 5 (P) | The Recreation Ground, Bath Widzów: 8000 Sędzia: Brian Campsall |

| 14 lutego 199815:00 | Bristol                                                    | 20:37 | Saracens                                                                                    | Memorial Stadium, Bristol Widzów: 3239 Sędzia: Chris Rees |
| 14 lutego 199815:00 | Adam Larkin 5 (P) Josh Lewsey 5 (P) Paul Burke 10 (2pd 2K) | 20:37 | Kyran Bracken 5 (P) Michael Lynagh 12 (3pd 2K) Philippe Sella 5 (P) Richard Wallace 15 (3P) | Memorial Stadium, Bristol Widzów: 3239 Sędzia: Chris Rees |

| 14 lutego 199815:00 | Leicester Tigers                                                  | 34:19 | London Irish                               | Welford Road, Leicester Widzów: 10762 Sędzia: Stuart Piercy |
| 14 lutego 199815:00 | Will Greenwood 10 (2P) Joel Stransky 19 (2pd 5K) Leon Lloyd 5 (P) | 34:19 | Kieron Dawson 5 (P) Niall Woods 14 (pd 4K) | Welford Road, Leicester Widzów: 10762 Sędzia: Stuart Piercy |

| 15 lutego 199815:00 | Newcastle Falcons                                                                                               | 43:15 | Harlequins                                             | Kingston Park, Newcastle upon Tyne Widzów: 5031 Sędzia: Chris White |
| 15 lutego 199815:00 | Alan Tait 5 (P) Dean Ryan 5 (P) Jim Naylor 5 (P) Martin Shaw 5 (P) Rob Andrew 13 (5pd K) Tony Underwood 10 (2P) | 43:15 | Dan Luger 5 (P) Daren O’Leary 5 (P) Rob Liley 5 (pd K) | Kingston Park, Newcastle upon Tyne Widzów: 5031 Sędzia: Chris White |

| 15 lutego 199815:00 | Richmond                               | 20:28 | Sale Sharks                                                                                                   | Athletic Ground, Richmond Widzów: 2017 |
| 15 lutego 199815:00 | Adrian Davies 15 (5K) Jim Fallon 5 (P) | 20:28 | Dion O’Cuinneagain 5 (P) Jim Mallinder 5 (P) Jos Baxendell 5 (P) Shane Howarth 3 (K) Simon Mannix 10 (2pd 2K) | Athletic Ground, Richmond Widzów: 2017 |

| 20 lutego 199820:00 | London Irish                                                                         | 38:23 | Bristol                                                    | The Avenue, Sunbury-on-Thames Widzów: 1500 Sędzia: Steve Lander |
| 20 lutego 199820:00 | Conor O’Shea 5 (P) Justin Bishop 5 (P) Niall Woods 23 (P 3pd 4K) Zak Feʻaunati 5 (P) | 38:23 | Adam Larkin 5 (P) Dave Tiueti 5 (P) Paul Burke 13 (2pd 3K) | The Avenue, Sunbury-on-Thames Widzów: 1500 Sędzia: Steve Lander |

| 24 lutego 199819:30 | Saracens | 42:20 | Sale Sharks                               | Vicarage Road, Watford Widzów: 3722 Sędzia: Ashley Rowden |
| 24 lutego 199819:30 | Adrian Olver 5 (P) Ben Sturnham 5 (P) Francois Pienaar 5 (P) Gavin Johnson 3 (dg) Michael Lynagh 14 (4pd 2K) Steve Ravenscroft 5 (P) | 42:20 | Simon Mannix 10 (2pd 2K) Tom Beim 10 (2P) | Vicarage Road, Watford Widzów: 3722 Sędzia: Ashley Rowden |

| 28 lutego 199815:00 | Bath | 39:13 | Harlequins                          | The Recreation Ground, Bath Widzów: 7200 |
| 28 lutego 199815:00 | Andy Nicol 5 (P) Eric Peters 5 (P) Ieuan Evans 5 (P) Jon Callard 9 (3pd K) Mike Catt 5 (P) Russell Earnshaw 5 (P) Victor Ubogu 5 (P) | 39:13 | Dan Luger 5 (P) Rob Liley 8 (pd 2K) | The Recreation Ground, Bath Widzów: 7200 |

| 28 lutego 199815:00 | Bristol                                                                      | 24:27 | Leicester Tigers                                                               | Memorial Stadium, Bristol Widzów: 3143 Sędzia: Nick Cousins |
| 28 lutego 199815:00 | Adam Larkin 5 (P) Gareth Baber 5 (P) Paul Burke 9 (3pd K) Steve Pearce 5 (P) | 24:27 | Neil Back 5 (P) Leon Lloyd 5 (P) Stuart Potter 5 (P) Joel Stransky 12 (3pd 2K) | Memorial Stadium, Bristol Widzów: 3143 Sędzia: Nick Cousins |

| 7 marca 199815:00 | Leicester Tigers                                          | 15:15 | Northampton Saints      | Welford Road, Leicester Widzów: 14500 Sędzia: Ed Morrison |
| 7 marca 199815:00 | Craig Joiner 5 (P) Joel Stransky 5 (pd K) Neil Back 5 (P) | 15:15 | Paul Grayson 15 (dg 4K) | Welford Road, Leicester Widzów: 14500 Sędzia: Ed Morrison |

| 7 marca 199815:00 | Harlequins                                                                                | 41:12 | Richmond                                   | Twickenham Stoop, Londyn Widzów: 4532 Sędzia: Tony Spreadbury |
| 7 marca 199815:00 | Bill Davison 5 (P) Daren O’Leary 10 (2P) Peter Mensah 5 (P) Thierry Lacroix 21 (P 5pd 2K) | 41:12 | Adrian Davies 7 (P pd) Robbie Hutton 5 (P) | Twickenham Stoop, Londyn Widzów: 4532 Sędzia: Tony Spreadbury |

| 8 marca 199815:00 | Bristol                 | 16:22 | Bath                                                                       | Memorial Stadium, Bristol Widzów: 5271 Sędzia: Doug Chapman |
| 8 marca 199815:00 | Paul Burke 16 (P pd 3K) | 16:22 | Andy Nicol 5 (P) Jon Callard 7 (2pd K) Matt Perry 5 (P) Victor Ubogu 5 (P) | Memorial Stadium, Bristol Widzów: 5271 Sędzia: Doug Chapman |

| 8 marca 199815:00 | Saracens                                                        | 33:27 | London Wasps                                                     | Vicarage Road, Watford Widzów: 12332 |
| 8 marca 199815:00 | Marcus Olsen 5 (P) Matt Singer 5 (P) Michael Lynagh 18 (3pd 4K) | 33:27 | Gareth Rees 12 (3pd 2K) Nick Greenstock 5 (P) Paul Sampson 5 (P) | Vicarage Road, Watford Widzów: 12332 |

| 10 marca 199819:30 | Newcastle Falcons                                                | 23:18 | Sale Sharks                                                | Kingston Park, Newcastle upon Tyne Widzów: 2638 Sędzia: Chris Rees |
| 10 marca 199819:30 | Graham Childs 5 (P) Rob Andrew 13 (P pd 2K) Tony Underwood 5 (P) | 23:18 | David Erskine 5 (P) Shane Howarth 8 (pd 2K) Tom Beim 5 (P) | Kingston Park, Newcastle upon Tyne Widzów: 2638 Sędzia: Chris Rees |

| 11 marca 199819:30 | Gloucester                                                                        | 22:15 | London Wasps                                                 | Kingsholm Stadium, Gloucester Widzów: 6629 Sędzia: Stuart Piercy |
| 11 marca 199819:30 | Brian Johnson 5 (P) Mark Mapletoft 7 (2pd K) Richard Tombs 5 (P) Rob Fidler 5 (P) | 22:15 | Gareth Rees 5 (pd K) Mike Friday 5 (P) Peter Scrivener 5 (P) | Kingsholm Stadium, Gloucester Widzów: 6629 Sędzia: Stuart Piercy |

| 14 marca 199814:15 | Bath                                            | 16:5 | Leicester Tigers   | The Recreation Ground, Bath Widzów: 8200 Sędzia: Steve Lander |
| 14 marca 199814:15 | Jeremy Guscott 5 (P) Richard Butland 11 (pd 3K) | 16:5 | Craig Joiner 5 (P) | The Recreation Ground, Bath Widzów: 8200 Sędzia: Steve Lander |

| 14 marca 199815:00 | Northampton Saints                                                                                          | 35:12 | Bristol                                                 | Franklin’s Gardens, Northampton Widzów: 4900 Sędzia: Brian Campsall |
| 14 marca 199815:00 | Chris Johnson 5 (P) Harvey Thorneycroft 15 (3P) Jason Chandler 5 (P) Matt Allen 5 (P) Paul Grayson 5 (pd K) | 35:12 | Darren Yapp 5 (P) Gareth Baber 5 (P) Josh Lewsey 2 (pd) | Franklin’s Gardens, Northampton Widzów: 4900 Sędzia: Brian Campsall |
| 14 marca 199815:00 | David Corkery · Jim Brownrigg                                                                               | 35:12 |                                                         | Franklin’s Gardens, Northampton Widzów: 4900 Sędzia: Brian Campsall |

| 14 marca 199815:00 | Richmond                                                                                                   | 30:17 | Newcastle Falcons                         | Athletic Ground, Richmond Widzów: 4367 Sędzia: Ed Morrison |
| 14 marca 199815:00 | Adrian Davies 10 (2pd 2K) Andrew Moore 5 (P) Craig Quinnell 5 (P) Dominic Chapman 5 (P) Jason Wright 5 (P) | 30:17 | Rob Andrew 7 (2pd K) Tony Underwood 5 (P) | Athletic Ground, Richmond Widzów: 4367 Sędzia: Ed Morrison |
| 14 marca 199815:00 | Scott Quinnell                                                                                             | 30:17 |                                           | Athletic Ground, Richmond Widzów: 4367 Sędzia: Ed Morrison |

| 14 marca 199815:00 | Sale Sharks                                                                              | 23:13 | Harlequins                                | Heywood Road, Sale Widzów: 4000 Sędzia: Bertie Smith |
| 14 marca 199815:00 | Dion O’Cuinneagain 5 (P) Duncan Bell 5 (P) Phil Winstanley 5 (P) Shane Howarth 8 (pd 2K) | 23:13 | Dan Luger 5 (P) Thierry Lacroix 8 (pd 2K) | Heywood Road, Sale Widzów: 4000 Sędzia: Bertie Smith |
| 14 marca 199815:00 | Matt Tetlow                                                                              | 23:13 | Thierry Lacroix                           | Heywood Road, Sale Widzów: 4000 Sędzia: Bertie Smith |

| 15 marca 199815:00 | Gloucester                                                                                          | 38:15 | Saracens                                         | Kingsholm Stadium, Gloucester Widzów: 7135 Sędzia: Graham Hughes |
| 15 marca 199815:00 | Brian Johnson 5 (P) Mark Mapletoft 18 (3pd 4K) Rob Fidler 5 (P) Scott Benton 5 (P) Tony Windo 5 (P) | 38:15 | Francois Pienaar 10 (2P) Michael Lynagh 5 (pd K) | Kingsholm Stadium, Gloucester Widzów: 7135 Sędzia: Graham Hughes |

| 15 marca 199815:00 | London Wasps                                         | 19:38 | London Irish                                                                                              | Loftus Road, Shepherd’s Bush Widzów: 7935 |
| 15 marca 199815:00 | Gareth Rees 9 (3K) Simon Shaw 5 (P) Will Green 5 (P) | 19:38 | Conor O’Shea 5 (P) David Humphreys 5 (P) Ian McLaughlin 5 (P) Niall Woods 18 (3pd 4K) Zak Feʻaunati 5 (P) | Loftus Road, Shepherd’s Bush Widzów: 7935 |
| 15 marca 199815:00 | David Humphreys                                      | 19:38 | | Loftus Road, Shepherd’s Bush Widzów: 7935 |

| 24 marca 199819:30 | London Irish                                   | 23:19 | Gloucester                                        | The Avenue, Sunbury-on-Thames Widzów: 2300 Sędzia: Robin Goodliffe |
| 24 marca 199819:30 | Niall Woods 18 (2P pd 2K) Peter Richards 5 (P) | 23:19 | Mark Mapletoft 14 (pd dg 3K) Simon Devereux 5 (P) | The Avenue, Sunbury-on-Thames Widzów: 2300 Sędzia: Robin Goodliffe |

| 25 marca 199819:30 | Newcastle Falcons                                                                 | 30:25 | Saracens                                     | Kingston Park, Newcastle upon Tyne Widzów: 6868 Sędzia: Brian Campsall |
| 25 marca 199819:30 | Nick Popplewell 5 (P) Peter Walton 5 (P) Rob Andrew 15 (3pd 3K) Stuart Legg 5 (P) | 30:25 | Michael Lynagh 20 (pd 6K) Tony Diprose 5 (P) | Kingston Park, Newcastle upon Tyne Widzów: 6868 Sędzia: Brian Campsall |

| 28 marca 199815:00 | Leicester Tigers                                                                                             | 42:19 | Richmond                                                        | Welford Road, Leicester Widzów: 10146 Sędzia: John Pearson |
| 28 marca 199815:00 | Stuart Potter 5 (P) Will Greenwood 15 (3P) Joel Stransky 12 (3pd dg K) Neil Back 5 (P) Graham Rowntree 5 (P) | 42:19 | Adrian Davies 4 (2pd) Allan Bateman 10 (2P) Spencer Brown 5 (P) | Welford Road, Leicester Widzów: 10146 Sędzia: John Pearson |

| 28 marca 199815:00 | London Irish                                                       | 35:49 | Bath | The Avenue, Sunbury-on-Thames Widzów: 4800 Sędzia: Patrick Thomas |
| 28 marca 199815:00 | Niall Woods 15 (3pd 3K) Peter Richards 5 (P) Zak Feʻaunati 10 (2P) | 35:49 | Andy Nicol 10 (2P) Eric Peters 5 (P) Ieuan Evans 10 (2P) Jeremy Guscott 5 (P) Jon Callard 11 (4pd K) Richard Butland 3 (K) | The Avenue, Sunbury-on-Thames Widzów: 4800 Sędzia: Patrick Thomas |

| 29 marca 199815:00 | Harlequins | 36:16 | Gloucester                | Twickenham Stoop, Londyn Widzów: 4127 Sędzia: Iain Ramage |
| 29 marca 199815:00 | Chris Sheasby 5 (P) Daren O’Leary 5 (P) Gareth Llewellyn 5 (P) Nick Walshe 5 (P) Peter Mensah 5 (P) Rob Liley 11 (4pd K) | 36:16 | Mark Mapletoft 11 (pd 3K) | Twickenham Stoop, Londyn Widzów: 4127 Sędzia: Iain Ramage |

| 7 kwietnia 199819:30 | Newcastle Falcons                          | 20:13 | London Wasps                          | Kingston Park, Newcastle upon Tyne Widzów: 4500 Sędzia: Ashley Rowden |
| 7 kwietnia 199819:30 | Rob Andrew 10 (P pd K) Stuart Legg 10 (2P) | 20:13 | Alex King 5 (P) Gareth Rees 8 (pd 2K) | Kingston Park, Newcastle upon Tyne Widzów: 4500 Sędzia: Ashley Rowden |

| 10 kwietnia 199815:00 | Bath                                        | 13:29 | Saracens                                                                | The Recreation Ground, Bath Widzów: 8200 Sędzia: Chris White |
| 10 kwietnia 199815:00 | Adedayo Adebayo 5 (P) Jon Callard 8 (pd 2K) | 13:29 | Francois Pienaar 5 (P) Michael Lynagh 19 (2pd 5K) Richard Wallace 5 (P) | The Recreation Ground, Bath Widzów: 8200 Sędzia: Chris White |

| 10 kwietnia 199815:00 | Richmond | 43:3 | Bristol         | Athletic Ground, Richmond Widzów: 2500 Sędzia: Steve Lander |
| 10 kwietnia 199815:00 | Adrian Davies 8 (4pd) Allan Bateman 5 (P) Craig Quinnell 10 (2P) Dominic Chapman 15 (3P) Spencer Brown 5 (P) | 43:3 | Paul Hull 3 (K) | Athletic Ground, Richmond Widzów: 2500 Sędzia: Steve Lander |

| 11 kwietnia 199815:00 | Gloucester                                                              | 27:29 | Newcastle Falcons                           | Kingsholm Stadium, Gloucester Widzów: 9048 Sędzia: John Pearson |
| 11 kwietnia 199815:00 | Mark Mapletoft 17 (pd 5K) Philippe Saint-André 5 (P) Steve Ojomoh 5 (P) | 27:29 | Peter Walton 5 (P) Rob Andrew 19 (2P 3pd K) | Kingsholm Stadium, Gloucester Widzów: 9048 Sędzia: John Pearson |

| 11 kwietnia 199815:00 | Sale Sharks                                                                                       | 35:21 | Leicester Tigers                                                   | Heywood Road, Sale Widzów: 4000 Sędzia: Brian Campsall |
| 11 kwietnia 199815:00 | Jos Baxendell 5 (P) Kevin Ellis 5 (P) Matt Moore 10 (2P) Shane Howarth 10 (2pd 2K) Tom Beim 5 (P) | 35:21 | Richard Cockerill 5 (P) Eric Miller 5 (P) Joel Stransky 11 (pd 3K) | Heywood Road, Sale Widzów: 4000 Sędzia: Brian Campsall |

| 12 kwietnia 199815:00 | London Wasps                             | 29:26 | Harlequins                                                                  | Loftus Road, Shepherd’s Bush Widzów: 5749 Sędzia: Doug Chapman |
| 12 kwietnia 199815:00 | Gareth Rees 19 (2pd 5K) Will Green 5 (P) | 29:26 | Dan Luger 5 (P) Johnny Ngauamo 5 (P) Nick Walshe 5 (P) Rob Liley 11 (P 3pd) | Loftus Road, Shepherd’s Bush Widzów: 5749 Sędzia: Doug Chapman |

| 13 kwietnia 199815:00 | Richmond                                                                        | 32:14 | Bath                                  | Athletic Ground, Richmond Widzów: 6500 Sędzia: Ashley Rowden |
| 13 kwietnia 199815:00 | Adrian Davies 12 (3pd 2K) Ben Clarke 5 (P) Earl Vaʻa 5 (P) Scott Quinnell 5 (P) | 32:14 | Iain Balshaw 5 (P) Jon Callard 9 (3K) | Athletic Ground, Richmond Widzów: 6500 Sędzia: Ashley Rowden |

| 15 kwietnia 199819:15 | Bristol                                                 | 15:25 | Sale Sharks                                                                            | Memorial Stadium, Bristol Widzów: 1547 Sędzia: Chris Reeks |
| 15 kwietnia 199819:15 | Dave Tiueti 5 (P) Paul Hull 5 (pd K) Simon Martin 5 (P) | 15:25 | Jos Baxendell 5 (P) Pete Anglesea 5 (P) Shane Howarth 10 (2pd 2K) Simon Raiwalui 5 (P) | Memorial Stadium, Bristol Widzów: 1547 Sędzia: Chris Reeks |

| 18 kwietnia 199814:00 | Harlequins                                            | 14:23 | Leicester Tigers | Twickenham Stoop, Londyn Widzów: 5362 Sędzia: Steve Lander |
| 18 kwietnia 199814:00 | Adam Leach 5 (P) Jason Keyter 5 (P) Rob Liley 4 (2pd) | 14:23 |                  | Twickenham Stoop, Londyn Widzów: 5362 Sędzia: Steve Lander |
| 18 kwietnia 199814:00 | Bill Davison                                          | 14:23 |                  | Twickenham Stoop, Londyn Widzów: 5362 Sędzia: Steve Lander |

| 18 kwietnia 199815:00 | Gloucester                                                            | 27:17 | Bath                                                               | Kingsholm Stadium, Gloucester Widzów: 10574 Sędzia: Nick Cousins |
| 18 kwietnia 199815:00 | Mark Mapletoft 17 (pd 5K) Philippe Saint-André 5 (P) Rob Fidler 5 (P) | 27:17 | Eric Peters 5 (P) Richard Butland 7 (2pd K) Russell Earnshaw 5 (P) | Kingsholm Stadium, Gloucester Widzów: 10574 Sędzia: Nick Cousins |

| 18 kwietnia 199815:00 | Northampton Saints                                                                                           | 39:47 | Richmond | Franklin’s Gardens, Northampton Widzów: 5350 Sędzia: Tony Spreadbury |
| 18 kwietnia 199815:00 | Budge Pountney 5 (P) Harvey Thorneycroft 5 (P) Jon Phillips 5 (P) Matt Dawson 5 (P) Paul Grayson 14 (4pd 2K) | 39:47 | Adrian Davies 17 (4pd 3K) Allan Bateman 5 (P) Ben Clarke 5 (P) Dominic Chapman 10 (2P) Jason Wright 5 (P) Matt Pini 5 (P) | Franklin’s Gardens, Northampton Widzów: 5350 Sędzia: Tony Spreadbury |

| 18 kwietnia 199815:00 | Sale Sharks                               | 28:28 | London Wasps                                                      | Heywood Road, Sale Widzów: 3800 |
| 18 kwietnia 199815:00 | Matt Moore 5 (P) Shane Howarth 23 (pd 7K) | 28:28 | Gareth Rees 13 (2pd dg 2K) Mike Friday 5 (P) Trevor Leota 10 (2P) | Heywood Road, Sale Widzów: 3800 |

| 19 kwietnia 199815:00 | Bristol            | 5:17 | London Irish                                               | Memorial Stadium, Bristol Widzów: 2265 Sędzia: Nigel Yates |
| 19 kwietnia 199815:00 | Simon Martin 5 (P) | 5:17 | Niall Woods 7 (2pd K) Sean Burns 5 (P) Zak Feʻaunati 5 (P) | Memorial Stadium, Bristol Widzów: 2265 Sędzia: Nigel Yates |

| 19 kwietnia 199815:05 | Saracens                  | 12:10 | Newcastle Falcons                 | Vicarage Road, Watford Widzów: 19764 Sędzia: Stuart Piercy |
| 19 kwietnia 199815:05 | Michael Lynagh 12 (dg 3K) | 12:10 | Pat Lam 5 (P) Rob Andrew 5 (pd K) | Vicarage Road, Watford Widzów: 19764 Sędzia: Stuart Piercy |

| 22 kwietnia 199819:30 | Northampton Saints                                                                  | 33:18 | London Irish                                               | Franklin’s Gardens, Northampton Widzów: 4600 Sędzia: Stuart Piercy |
| 22 kwietnia 199819:30 | Budge Pountney 5 (P) Garry Pagel 5 (P) Jonathan Bell 5 (P) Paul Grayson 18 (3pd 4K) | 33:18 | Conor O’Shea 5 (P) Niall Woods 8 (pd 2K) Nick Harvey 5 (P) | Franklin’s Gardens, Northampton Widzów: 4600 Sędzia: Stuart Piercy |

| 22 kwietnia 199819:45 | London Wasps                                                  | 18:17 | Newcastle Falcons                           | Loftus Road, Shepherd’s Bush Widzów: 5045 Sędzia: Chris White |
| 22 kwietnia 199819:45 | Gareth Rees 8 (pd 2K) Lawrence Scrase 5 (P) Mike Friday 5 (P) | 18:17 | Gary Armstrong 10 (2P) Rob Andrew 7 (2pd K) | Loftus Road, Shepherd’s Bush Widzów: 5045 Sędzia: Chris White |

| 25 kwietnia 199814:15 | Leicester Tigers                      | 10:10 | Saracens | Welford Road, Leicester Widzów: 16900 Sędzia: Ed Morrison |
| 25 kwietnia 199814:15 | Andy Lee 5 (P) Gavin Johnson 5 (pd K) | 10:10 |          | Welford Road, Leicester Widzów: 16900 Sędzia: Ed Morrison |

| 25 kwietnia 199815:00 | Bath                                           | 19:29 | Sale Sharks                                                                                          | The Recreation Ground, Bath Widzów: 6500 Sędzia: Stuart Piercy |
| 25 kwietnia 199815:00 | Jeremy Guscott 5 (P) Richard Butland 14 (P 3K) | 19:29 | Jos Baxendell 5 (P) Matt Moore 5 (P) Pat Sanderson 5 (P) Richard Smith 5 (P) Shane Howarth 9 (3pd K) | The Recreation Ground, Bath Widzów: 6500 Sędzia: Stuart Piercy |

| 25 kwietnia 199815:00 | London Irish                                                                                                | 62:14 | Harlequins                                                   | The Avenue, Sunbury-on-Thames Widzów: 4200 |
| 25 kwietnia 199815:00 | Conor O’Shea 5 (P) Justin Bishop 15 (3P) Malcolm O’Kelly 5 (P) Niall Hogan 5 (P) Niall Woods 32 (2P 8pd 2K) | 62:14 | Jason Keyter 5 (P) Nick Walshe 2 (pd) Thierry Lacroix 2 (pd) | The Avenue, Sunbury-on-Thames Widzów: 4200 |

| 25 kwietnia 199815:00 | Richmond                                                                              | 33:22 | Gloucester                                                                | Athletic Ground, Richmond Widzów: 2000 Sędzia: Graham Hughes |
| 25 kwietnia 199815:00 | Adrian Davies 8 (4pd) Dominic Chapman 10 (2P) Jason Wright 5 (P) Scott Quinnell 5 (P) | 33:22 | Mark Mapletoft 12 (P 2pd K) Philippe Saint-André 5 (P) Steve Ojomoh 5 (P) | Athletic Ground, Richmond Widzów: 2000 Sędzia: Graham Hughes |

| 26 kwietnia 199815:00 | London Wasps                                                                                          | 31:15 | Northampton Saints                                       | Loftus Road, Shepherd’s Bush Widzów: 5261 Sędzia: Chris Rees |
| 26 kwietnia 199815:00 | Gareth Rees 11 (4pd K) Lawrence Dallaglio 5 (P) Mark Weedon 5 (P) Paul Sampson 5 (P) Will Green 5 (P) | 31:15 | Grant Seely 5 (P) Matt Allen 5 (P) Paul Grayson 5 (pd K) | Loftus Road, Shepherd’s Bush Widzów: 5261 Sędzia: Chris Rees |

| 26 kwietnia 199815:00 | Newcastle Falcons                                                                                    | 43:18 | Bristol                                                 | Kingston Park, Newcastle upon Tyne Widzów: 3162 Sędzia: Robin Goodliffe |
| 26 kwietnia 199815:00 | Gary Armstrong 5 (P) Graham Childs 10 (2P) Martin Shaw 5 (P) Rob Andrew 13 (P 4pd) Stuart Legg 5 (P) | 43:18 | Chris Moore 5 (P) Darren Yapp 10 (2P) Josh Lewsey 3 (K) | Kingston Park, Newcastle upon Tyne Widzów: 3162 Sędzia: Robin Goodliffe |

| 28 kwietnia 199819:15 | Bath                                                                          | 20:3 | London Irish      | The Recreation Ground, Bath Widzów: 5500 Sędzia: John Pearson |
| 28 kwietnia 199819:15 | Andy Nicol 5 (P) Ieuan Evans 5 (P) Jon Callard 5 (pd K) Richard Butland 5 (P) | 20:3 | Niall Woods 3 (K) | The Recreation Ground, Bath Widzów: 5500 Sędzia: John Pearson |

| 29 kwietnia 199819:30 | Harlequins                                         | 26:28 | Saracens                                                                                | Twickenham Stoop, Londyn Widzów: 4152 |
| 29 kwietnia 199819:30 | Jamie Williams 5 (P) Thierry Lacroix 21 (P 2pd 4K) | 26:28 | Brendan Reidy 5 (P) Gavin Johnson 13 (2pd 3K) Steve Ravenscroft 5 (P) Tony Copsey 5 (P) | Twickenham Stoop, Londyn Widzów: 4152 |

| 29 kwietnia 199819:45 | London Wasps                                | 17:13 | Leicester Tigers | Loftus Road, Shepherd’s Bush Widzów: 3791 Sędzia: Stuart Piercy |
| 29 kwietnia 199819:45 | Gareth Rees 12 (dg 3K) Simon Mitchell 5 (P) | 17:13 |                  | Loftus Road, Shepherd’s Bush Widzów: 3791 Sędzia: Stuart Piercy |

| 2 maja 199815:00 | Gloucester | 31:19 | Sale Sharks                                                | Kingsholm Stadium, Gloucester Widzów: 6319 Sędzia: Tony Spreadbury |
| 2 maja 199815:00 | Brian Johnson 5 (P) Mark Mapletoft 11 (4pd K) Neil McCarthy 5 (P) Philippe Saint-André 5 (P) Terry Fanolua 5 (P) | 31:19 | David Erskine 5 (P) Shane Howarth 9 (P 2pd) Tom Beim 5 (P) | Kingsholm Stadium, Gloucester Widzów: 6319 Sędzia: Tony Spreadbury |

| 2 maja 199815:00 | Northampton Saints                         | 16:15 | Bath                                                        | Franklin’s Gardens, Northampton Widzów: 6320 Sędzia: Chris White |
| 2 maja 199815:00 | Jonathan Bell 5 (P) Matt Dawson 11 (pd 3K) | 16:15 | Adedayo Adebayo 5 (P) Andy Nicol 5 (P) Jon Callard 5 (pd K) | Franklin’s Gardens, Northampton Widzów: 6320 Sędzia: Chris White |

| 2 maja 199815:00 | Richmond                                                                                                  | 51:29 | London Wasps                                                                                         | Athletic Ground, Richmond Widzów: 4551 Sędzia: Brian Campsall |
| 2 maja 199815:00 | Adrian Davies 21 (2P 4pd K) Ben Clarke 5 (P) Matt Pini 10 (2P) Scott Quinnell 5 (P) Spencer Brown 10 (2P) | 51:29 | Adam Black 5 (P) Andy Gomarsall 5 (P) Gareth Rees 9 (3pd K) Peter Scrivener 5 (P) Shane Roiser 5 (P) | Athletic Ground, Richmond Widzów: 4551 Sędzia: Brian Campsall |
| 2 maja 199815:00 | Matt Pini                                                                                                 | 51:29 | | Athletic Ground, Richmond Widzów: 4551 Sędzia: Brian Campsall |

| 3 maja 199815:00 | Bristol                                                      | 19:26 | Harlequins                                                   | Memorial Stadium, Bristol Widzów: 3110 Sędzia: Graham Hughes |
| 3 maja 199815:00 | Fabrice Landreau 5 (P) Josh Lewsey 11 (P 2K) Paul Hull 3 (K) | 19:26 | Dan Luger 5 (P) Keith Wood 5 (P) Thierry Lacroix 16 (2pd 4K) | Memorial Stadium, Bristol Widzów: 3110 Sędzia: Graham Hughes |
| 3 maja 199815:00 | Laurent Cabannes                                             | 19:26 |                                                              | Memorial Stadium, Bristol Widzów: 3110 Sędzia: Graham Hughes |

| 3 maja 199815:00 | Saracens                                                           | 29:21 | London Irish                                                      | Vicarage Road, Watford Widzów: 8143 Sędzia: Steve Lander |
| 3 maja 199815:00 | Ben Sturnham 5 (P) Brendon Daniel 10 (2P) Gavin Johnson 14 (pd 4K) | 29:21 | David Humphreys 3 (dg) Niall Hogan 5 (P) Niall Woods 13 (P pd 2K) | Vicarage Road, Watford Widzów: 8143 Sędzia: Steve Lander |

| 4 maja 199815:00 | Newcastle Falcons                                                            | 27:10 | Leicester Tigers                       | Gateshead International Stadium, Gateshead Widzów: 7210 Sędzia: Ed Morrison |
| 4 maja 199815:00 | Gary Armstrong 5 (P) Pat Lam 5 (P) Peter Walton 5 (P) Rob Andrew 12 (3pd 2K) | 27:10 | Neil Back 5 (P) Joel Stransky 5 (pd K) | Gateshead International Stadium, Gateshead Widzów: 7210 Sędzia: Ed Morrison |

| 10 maja 199815:00 | Leicester Tigers                                                                                   | 34:25 | Bristol | Welford Road, Leicester Widzów: 8678 Sędzia: Chris Rees |
| 10 maja 199815:00 | David Corkery 5 (P) Eben Rollitt 5 (P) Kris Chesney 5 (P) Mark Armstrong 6 (2K) Paul Burke 4 (2pd) | 34:25 |         | Welford Road, Leicester Widzów: 8678 Sędzia: Chris Rees |

| 10 maja 199815:00 | Sale Sharks                                                        | 30:19 | Northampton Saints                        | Heywood Road, Sale Widzów: 3000 Sędzia: Robin Goodliffe |
| 10 maja 199815:00 | Chris Murphy 5 (P) Jim Mallinder 5 (P) Shane Howarth 20 (P 3pd 3K) | 30:19 | Matt Dawson 14 (2P 2pd) Simon Foale 5 (P) | Heywood Road, Sale Widzów: 3000 Sędzia: Robin Goodliffe |
| 10 maja 199815:00 | Martin Hynes                                                       | 30:19 |                                           | Heywood Road, Sale Widzów: 3000 Sędzia: Robin Goodliffe |

| 11 maja 199819:30 | Newcastle Falcons                                                | 20:15 | Bath                | Gateshead International Stadium, Gateshead Widzów: 11750 Sędzia: Stuart Piercy |
| 11 maja 199819:30 | Richard Arnold 5 (P) Rob Andrew 10 (2pd 2K) Tony Underwood 5 (P) | 20:15 | Jon Callard 15 (5K) | Gateshead International Stadium, Gateshead Widzów: 11750 Sędzia: Stuart Piercy |

| 14 maja 199819:45 | Saracens | 43:20 | Northampton Saints                                         | Vicarage Road, Watford Widzów: 9117 Sędzia: John Pearson |
| 14 maja 199819:45 | Francois Pienaar 5 (P) Marcus Olsen 10 (2P) Michael Lynagh 13 (5pd K) Richard Wallace 5 (P) Steve Ravenscroft 5 (P) Tony Diprose 5 (P) | 43:20 | Nick Beal 5 (P) Paul Grayson 10 (P pd K) Shem Tatupu 5 (P) | Vicarage Road, Watford Widzów: 9117 Sędzia: John Pearson |

| 17 maja 199813:00 | Harlequins                                                    | 20:44 | Newcastle Falcons                                                                                        | Twickenham Stoop, Londyn Widzów: 8897 Sędzia: Ashley Rowden |
| 17 maja 199813:00 | Dan Luger 5 (P) Huw Harries 5 (P) Thierry Lacroix 10 (2pd 2K) | 20:44 | Gary Armstrong 10 (2P) Nick Popplewell 5 (P) Pat Lam 5 (P) Richard Arnold 5 (P) Rob Andrew 19 (P 4pd 2K) | Twickenham Stoop, Londyn Widzów: 8897 Sędzia: Ashley Rowden |

| 17 maja 199815:00 | London Irish                              | 16:55 | Leicester Tigers | The Avenue, Sunbury-on-Thames Widzów: 2500 Sędzia: Chris Reeks |
| 17 maja 199815:00 | Matthew Jarvis 5 (P) Simon Amor 11 (P 2K) | 16:55 |                  | The Avenue, Sunbury-on-Thames Widzów: 2500 Sędzia: Chris Reeks |

| 17 maja 199815:00 | London Wasps                                         | 17:31 | Bath                                                                                                  | Loftus Road, Shepherd’s Bush Widzów: 9324 Sędzia: Graham Hughes |
| 17 maja 199815:00 | Jon Ions 5 (P) Jon Ufton 7 (P pd) Paul Sampson 5 (P) | 17:31 | Adedayo Adebayo 5 (P) Eric Peters 5 (P) Ieuan Evans 5 (P) Jeremy Guscott 5 (P) Jon Callard 11 (4pd K) | Loftus Road, Shepherd’s Bush Widzów: 9324 Sędzia: Graham Hughes |
| 17 maja 199815:00 | Martin Haag                                          | 17:31 | | Loftus Road, Shepherd’s Bush Widzów: 9324 Sędzia: Graham Hughes |

| 17 maja 199815:00 | Northampton Saints           | 22:24 | Gloucester                                      | Franklin’s Gardens, Northampton Widzów: 5500 Sędzia: Nigel Yates |
| 17 maja 199815:00 | Paul Grayson 22 (P pd dg 4K) | 22:24 | Brian Johnson 5 (P) Mark Mapletoft 19 (P pd 4K) | Franklin’s Gardens, Northampton Widzów: 5500 Sędzia: Nigel Yates |

| 17 maja 199815:00 | Sale Sharks                                                                                                | 28:40 | Richmond                                                                                  | Heywood Road, Sale Widzów: 4000 |
| 17 maja 199815:00 | Chris Yates 3 (dg) Dion O’Cuinneagain 5 (P) Phil Winstanley 5 (P) Shane Howarth 10 (P pd K) Tom Beim 5 (P) | 28:40 | Adrian Davies 15 (3pd 3K) Dominic Chapman 10 (2P) Jim Fallon 5 (P) Scott Quinnell 10 (2P) | Heywood Road, Sale Widzów: 4000 |
| 17 maja 199815:00 | David Erskine                                                                                              | 28:40 |                                                                                           | Heywood Road, Sale Widzów: 4000 |